# Debatten om Vita havet
Debatten om Vita havet var en identitetspolitisk kulturdebatt i Sverige under första halvåret 2021. Sommaren innan hade Black lives matter-rörelsen spridit sig till konstvärlden i USA och vidare till andra länder. Identitetspolitiska debatter togs upp på flera konsthögskolor i Norden, bland annat i Oslo, vilket ledde till att rektorn Måns Wrange avgick. På Kunstakademiet i Köpenhamn tog en studentgrupp och en lärare bort en gipsbyst av kung Frederik V ur festsalen, varefter den kastades i kanalen utanför "för att uppmärksamma kolonialism och slavhandel". Rektorn Kirsten Langkilde avgick efter kritik av kulturministern.

## Bakgrund
Bakgrunden till debatten låg i att en grupp studenter vid Konstfack 2016 bildade konstnärskollektivet Brown Island med ambitionen att föra dialog kring hur strukturell rasism tar sig uttryck, vilka perspektiv som får företräde och vilka som osynliggörs i en högskolemiljö. Bland annat refererade gruppen till teoretikern Sara Ahmed och argumenterade för att utställningslokalen Vita havet skulle byta namn. Ahmed har använt begreppet ”vithetshavet” för att beskriva hur det kan kännas för icke-vita att röra sig i ett hav av vita människor. Ett förslag om detta, avsett som en utgångspunkt för diskussion, lämnades in till Konstfacks ledning 2019. Ledningen tillsatte då en arbetsgrupp kallad Our Spaces/Våra rum med studenter och lärare från skolans fyra institutioner. Uppgiften var att ge förslag på konkreta förbättringar gällande bemötande, rumsliga funktioner och arkitektur på Konstfack i förhållande till strukturell rasism och diskriminering. Ett av de fyra förslag till en förbättrad studiemiljö som presenterades i december 2020, var att namnet Vita havet skulle ändras till Havet.

## Debatten
Den mediala debatten startade i och med att professorn vid Konstfack Sara Kristoffersson i ett inlägg den 1 februari 2021 hävdade att namnet Vita havet på Konstfack inte hade med rasism att göra, eftersom namnet hade skapats i de tidigare Konstfacklokalerna på Mäster Samuelsgatan på 1950-talet i samband med tillkomsten av en stor utställningshall med vitmålade väggar. Namnet hade sedan levt vidare och följt med till lokalerna vid Telefonplan.
Den 5 februari svarade Brown Island Sara Kristoffersson och skrev bl a att de "påstår naturligtvis inte heller att färgen vit är rasistisk i sig".
Den 12 februari gjordes ett inlägg i Dagens Nyheter av professorerna Every Ocean Hughes, Johanna Lewengard, Loulou Cherinet och Sara Teleman samt lektorerna Martin Gustavsson, Parasto Backman och Sergio Montero Bravo. Flera professorer, lektorer, adjunkter och doktorander på Konstfack hade undertecknat artikeln, totalt 44. De ifrågasatte det etiska i att ta upp frågan till offentlig debatt eftersom en lärares agerande av detta slag kunde ses som "en maktutövning, som skadar förtroendet i relationen mellan studenter och lärare".
Konstfacks rektor Maria Lantz avrådde i e-post alla medarbetare på skolan att offentligt utpeka en kollega på det sätt som gjorts. Konstfack konstaterade också att dess e-post nyttjats på ett felaktigt sätt genom insamlandet av namnunderskrifter.
I Ledningsrådets svar till arbetsgruppen Our Spaces/Våra rum, i augusti 2021, fastslogs att de flesta förslag som gruppen gett kring utökade utställningsytor och mötesplatser, kompetensutvecklingsinsatser om lika villkor, nytt skyltsystem m m kunde bejakas och genomföras. Ledningsgruppen sa också att det inte fanns tillräckliga argument för ett namnbyte på utställningsytan Vita havet.
Under debatten 2021 startade Konstfacks rektor Maria Lantz en utredning om kränkande särbehandling som slog fast att ingen mobbning ägt rum. Högskolan valde därmed att inte gå vidare med anmälningar mot enskilda medarbetare, men gjorde ändå insatser för den psykosociala arbetsmiljön samt kompetensutbildningsinsatser för alla anställda kring etik och grundlag. 
I oktober 2022 sände TV4 en granskning av Kalla fakta som låtit två erfarna arbetsrättsjurister, oberoende av varandra, läsa utredningen, som sågades av båda. "Den är osaklig, inte opartisk och därmed även oprofessionell" menade Tommy Iseskog.
Debatten på Konstfack fick politiska opinionsbildare att "gå i taket". Många menade att Brown Island och debatten på Konstfack var en bekräftelse på att konstvärlden blivit besatt av maktförhållanden och intersektionell teori. Tankesmedjan Tiden beskrev det som en debatt om vad rasism är och rimligheten i vissa tolkningar av vad som kan sägas utgöra uttryck för rasism. Tankesmedjan Tiden lät i maj 2021 publicera en rapport, Stormen på Vita havet – en fallstudie i identitetspolitik, författad av Niklas Alexandersson.
Rektorn för Konstfack, Maria Lantz, medgav i maj 2022 att hon och ledningen för myndigheten borde ha agerat snabbare, samt tydligare och fastare värnat Kristoffersons rätt att ingå i gemenskapen och behandlas med respekt och värdighet. Lantz uttryckte ånger över att hon inte gjorde mer för att säkerställa att Kristofferssons skulle känna sig trygg och välkommen på sin arbetsplats. Lantz självkritik kom efter att Kristoffersson publicerat Hela havet stormar – fallstudie inifrån en myndighet, i vilken hon även beskrev hur hon känt sig uthängd och orättvist behandlad.